# تاماتام
تاماتام یا تاماتان یک روستا و یکی از دو منطقه شهرداری در آب‌سنگ حلقوی پولاپ در ناحیه اکسوریتود در ایالت چوک در کشور ایالات فدرال میکرونزی است. منطقه شهرداری پولاپ در شمال، تاماتام در جنوب و فانادیک در لبه باختری پولاپ قرار دارند.
{{Infobox settlement
|name=تاماتام|native_name=تاماتان|native_name_lang=|motto=|image_skyline=Pulap Landsat.jpg|map_alt=|image_caption=آب‌سنگ حلقوی پولاپ از دیده ماهواره اداره کل ملی هوانوردی و فضا (ناسا)|pushpin_map=Federated States of Micronesia|pushpin_label_position=|pushpin_map_alt=|pushpin_map_caption=|latd=7|latm=32|lats=18.6|latNS=N|longd=149|longm=24|longs=51.12|longEW=E

## جغرافیا
تاماتام در ۱٬۰۰۰ کیلومتر (۶۲۰ مایل) باختر پالیکیر و ۲۳۰ کیلومتر (۱۴۰ مایل) باختر تالاب چوک قرار دارد. تاماتام شکلی تخت دارد و کشیدگی آن ۰٫۵ کیلومتر (۰٫۳۱ مایل) در امتداد شمالی-جنوبی و ۱٫۳ کیلومتر (۰٫۸۱ مایل) در امتداد خاوری-باختری است.